# ФФР Аален
ФФР Аален е немски футболен клуб от град Аален. Най-големият успех на клуба е влизането във Втора Бундеслига през сезон 2011/12.

## История
Клубът е основан на 8 март 1921 г. През 1939 г., те се присъединяват към една от 16-те топ лиги, които са създадени от нацистите. Те играят там до 1945 г.
През 1951 г. печелят титлата в третото ниво на немския футбол. През следващите 2 десетилетия те играят в третото и четвъртото ниво, а в края на 70-те отпадат в петото ниво. В началото на новия век, Аален се състезават в Регионалига Юг. През сезон 2007/08 завършват на 4-то място и влизат в новосъздадената Трета лига. Отпадат след само 1 сезон, но се завръщат през 2011. През сезон 2011/12 влизат във Втора Бундеслига, където играят до 2014/15.
Клубът изпитва финансови проблеми и закрива дублиращия си отбор. През 2017 г. са отнети 9 точки на отбора. През сезон 2021/22 клубът се състезава в Регионалига Югозапад.

## Български футболисти
- Мартин Тошев: 2017 - (7 мача - 0 гола)
- Манол Чапов: 2013/14